# سارة شوجرمان
سارة شوجرمان (بالإنجليزية: Sara Sugarman)‏ هي ممثلة بريطانية، ولدت في 13 أكتوبر 1962 في المملكة المتحدة.

## أعمال

### أفلام
- (1987) هروب من سوبيبور
- (2004) اعترافات ملكة الدراما المراهقة

### مسلسلات
- غرينج هيل

## وصلات خارجية
- سارة شوجرمان على موقع IMDb (الإنجليزية)
- سارة شوجرمان على موقع ألو سيني (الفرنسية)
- سارة شوجرمان على موقع ميوزك برينز (الإنجليزية)
- سارة شوجرمان على موقع أول موفي (الإنجليزية)
- سارة شوجرمان على موقع قاعدة بيانات الأفلام السويدية (السويدية)
- سارة شوجرمان على موقع ديسكوغز (الإنجليزية)
- سارة شوجرمان على موقع قاعدة بيانات الفيلم (الإنجليزية)
- سارة شوجرمان على موقع كينوبويسك (الروسية)